# Debre Zebit
Debre Zebit est une petite ville du nord de l'Éthiopie, situé dans la zone de Semien Wollo, dans la région Amhara. Elle se trouve à 11° 49′ N, 38° 35′ Eet à 2 928 mètres d'altitude, sur la route reliant Weldiya (à l'est) à Debre Tabor (à l'ouest). C'est l'une des trois villes de la woreda de Meket. 
Elle se trouve à l'emplacement de la bataille d'Anchem, qui a vu s'affronter le 31 mars 1930 deux factions au sein de la famille royale éthiopienne et s'est soldée par la victoire du Ras Teferi Haile Selassie sur le Ras Gougsa Wellé, qui est tué au cours de la bataille. 